# Weisz Kálmán
Weisz Kálmán, utóneve Koloninusz, Kalonymus formában is (Nyitra, 1835. – Sátoraljaújhely, 1910. február 24.) magyarországi zsidó rabbi, Szepsi, Gyulafehérvár, majd Sátoraljaújhely főrabbija.

## Élete
Nyitrán született 1835-ben, mint az ottani rosz arbész-din fia. Szülei Weisz Leopold és Trenschiner Hani. Gyermekkorában apján kívül a nyitrai Baneth Ezekiel rabbi volt a mestere. Később Szécsényben tanult Schück Dávidnál, Pozsonyban Szófér Ábrahámnak kedvence volt. Felesége is Pozsonyból való, az ottani ros-av-bész-dinnek, Liebermannak leánya. Az akkori nagy rabbik, így Aszód Júda, a volt dunaszerdahelyi pap, már ifjúkorában dicsérték nagy eszét, szent életét. 
Először Miskolc-Csabán volt 5 évig rabbi, onnan Szepsi-Moldvára került, ahol 11 évig viselte a főrabbi hivatalt. Gyulafehérvárott is 11 éven át működött. Sátoraljaújhelyre 1890-ben került. 1881-ben egy nagyobb munkája jelent meg, melynek első része halachikus, a szentírás és talmud-midrás irodalom különböző helyeit magyarázó, második fele pedig halachikus anyagú és a mélyen gondolkodó tudós lángelméjét bizonyítja. Sok sorscsapás érte, több gyermekét temette el és 1907-ben felesége is kidőlt oldala mellől. De Istenbe vetett bizalma és életkedve ki nem apadt. Másodszor is megnősült, Liebermann Kálmán kassai főrabbi özvegyét vette feleségül. Fia, Weisz Mór törökszentmiklósi főrabbi volt. 
Weisz Kálmán sokáig gyengélkedett, de ágyban fekvő beteg nem volt. Úgy vallási, mint világi tudása, valamint lebilincselő egyénisége miatt nagy szeretet vette körül. Életében mindig legjobbjaink közt emlegették és emléke halála után sem lesz múlandó. 1910-ben hunyt el 75 éves korában. Halála hírére a hitközség elöljáróságát a távollevő elnök Zinner Henrik helyett, Láng Adolf alelnök hívta egybe, és elhatározták, hogy a templomból temetik. Így is történt február 25-én délután, amikor az idő rövidségére való tekintettel csak a vendégpapok: Schück Salamon karcagi-, Krausz Vilmos debreceni- és az elhunyt fia, Weisz Mór törökszentmiklósi főrabbik búcsúztatták nemes életét és érdemeit méltatva.
Sírkövét 1910. november 27-én avatták fel.